# Konrad von Hirschhorn

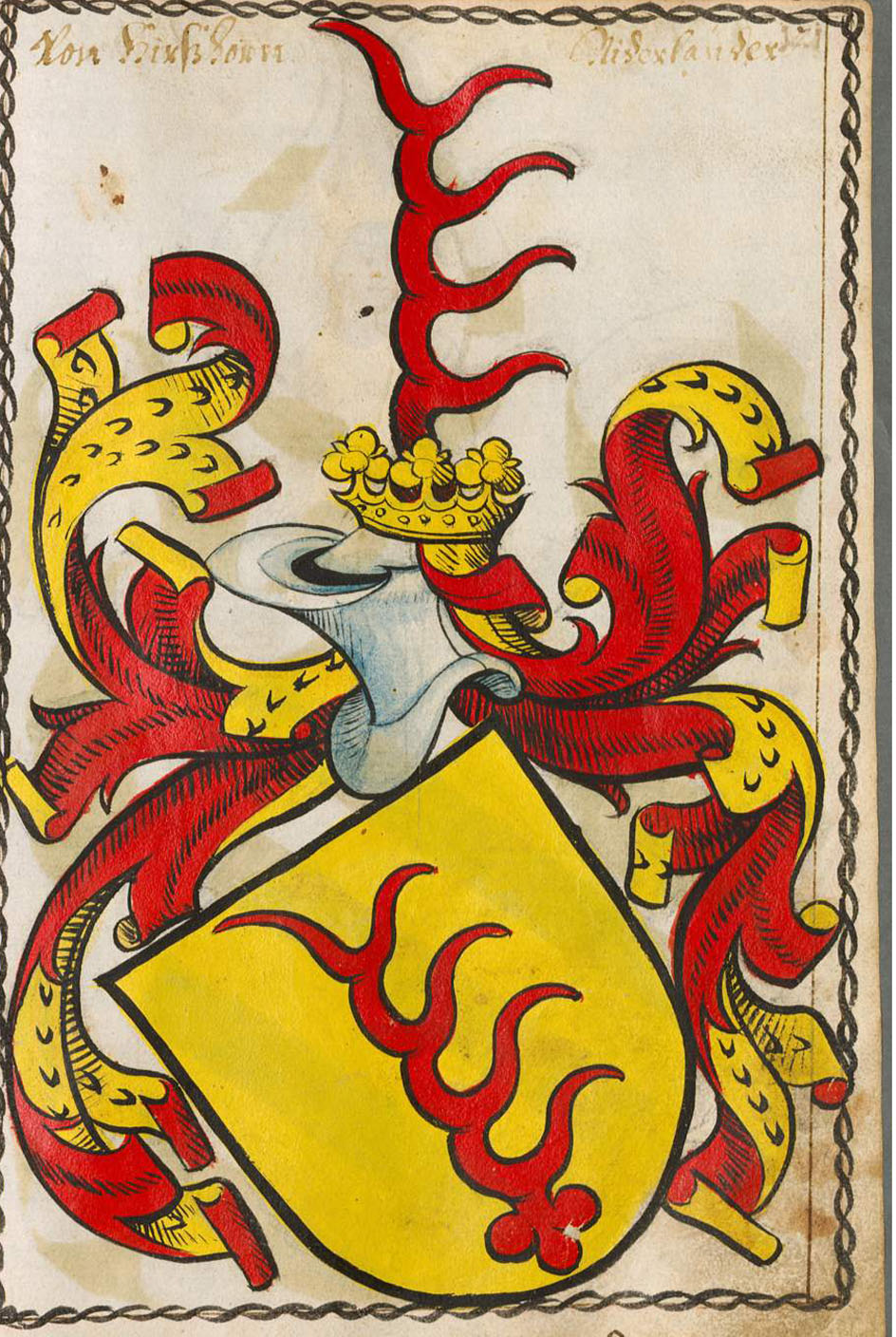
Wappen der Herren von Hirschhorn aus Scheiblers Wappenbuch

Konrad von Hirschhorn, auch Conrad I. (* im 14. Jahrhundert; † 4. März 1413), war Domherr in Mainz bzw. Speyer, Domkantor in Speyer sowie Gründer des Karmeliterklosters Hirschhorn.

## Leben

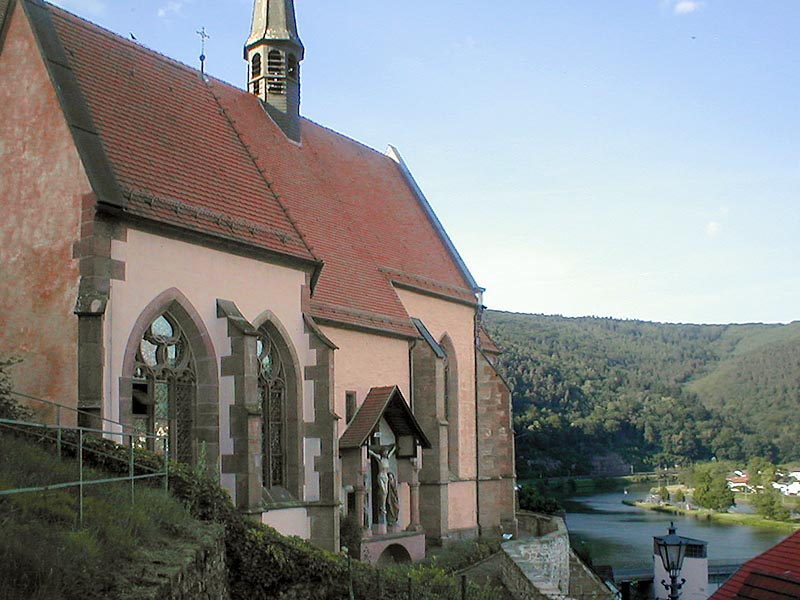
Karmeliterkirche in Hirschhorn

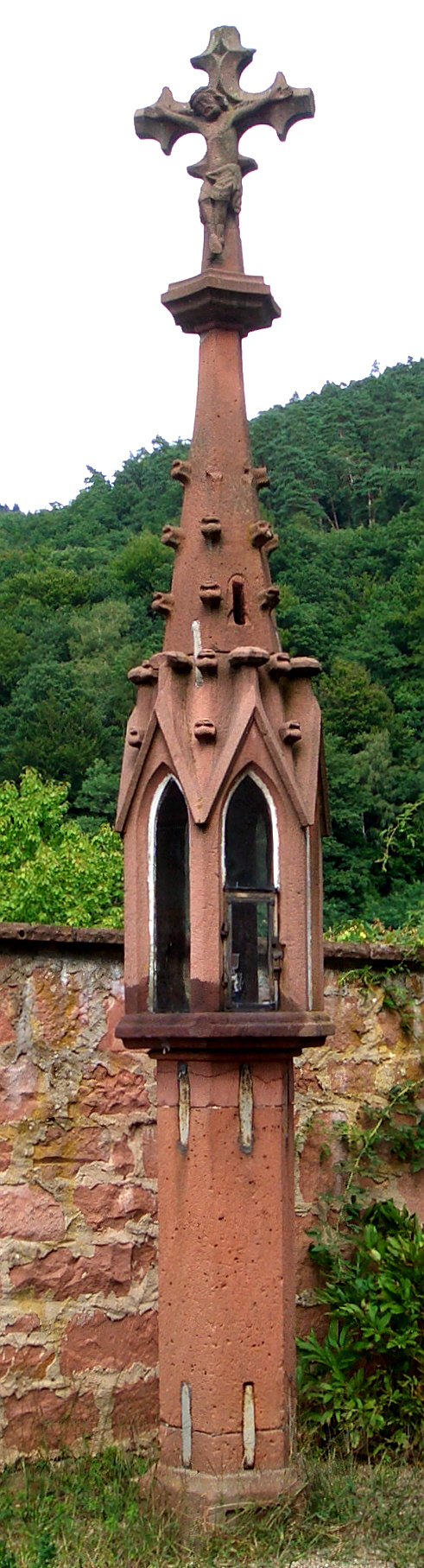
Totenleuchte bei der Ersheimer Kapelle

Konrad von Hirschhorn überließ 1382 als Mainzer Domherr und Propst des Stiftes St. Stephan seinen väterlichen Erbanteil den bereits genannten Brüdern. Am 23. März 1387 wurde er an der Universität Heidelberg  immatrikuliert, ab 1391 erscheint er als Domherr und Stuhlbruderpropst in Speyer. Mit Datum vom 11. Februar 1403 ernannte ihn der Speyerer Bischof Raban von Helmstatt zum Domkantor, wobei er seine bisher innegehabte Stellung als Domkustos abgab, ebenso das Kämmereramt des Speyerer Domstiftes, welches Eglof von Knöringen übernahm.
Der Domherr stiftete mit seinen Brüdern Hans V. und Eberhard, sowie mit dem Neffen Konrad (Sohn Alberts) das Karmeliterkloster in seiner Heimatstadt Hirschhorn am Neckar. 1406 ließen sie die zugehörige Kirche Mariä Verkündigung erbauen, die bis heute existiert. In ihr fand der Bruder Hans V. seine letzte Ruhestätte. Konrad und sein Bruder Hans mit Frau legten auch die Feier der Gottesdienste in dieser ihrer Stiftung fest.
Bei der Ersheimer Kapelle ließ Konrad von Hirschhorn 1412 den  sogenannten Elendstein, eine kunstvolle gotische Totenleuchte errichten.
Hirschhorn starb am 4. März 1413 und ist an diesem Tag mit einem Jahrgedächtnis im jüngeren Seelbuch des Speyerer Doms eingetragen. Laut Seelbuch der Speyerer Stuhlbrüder wurde er im dortigen Kreuzgang bestattet. Eine andere Quelle lokalisiert sein Grab im Kreuzgang des Mainzer Doms.
Testamentarisch vermachte er dem Kloster Hirschhorn Silbergeschirr, mehrere Bücher (darunter die Werke des Petrus Lombardus sowie die Predigtsammlung des Jacobus de Voragine), ein Missale, ein Bildnis der Hl. Anna und einige weitere Gemälde. Offenbar für dieses geschenkte Annabild entstand bei der Klosterkirche 1515 eine eigene Anna-Kapelle. In der Hessischen Landesbibliothek Darmstadt befindet sich unter der Signatur HS 889 ein um 1380 datiertes Speyerer Missale aus dem Karmeliterkloster Hirschhorn, welches dem genannten Nachlass des Konrad von Hirschhorn entstammen soll.
Der Domherr ist vermutlich auch Verfasser eines allgemeinmedizinischen Buches mit dem Titel Ler von Gesüchte, eine in vier Abschnitte (Diätetik sowie allgemeine Gesundheitsregeln und Aderlass, Schmerzpflastergen, Rezepturen gegen Lähmungserscheinungen, Bein- und Fußschmerzen sowie Gicht, Ratschläge zum Aderlass und zum Purgieren) gegliederte Krankheitslehre.